# Ерканд Керимај
Ерканд Керимај (алб. Erkand Qerimaj; Скадар, 10. август 1988) албански је професионални дизач тегова.

## Резултати такмичења
На Европском првенству у дизању тегова 2008. године био је четврти рангирани учесник у категорији до 77 килограма, са подигнутих 345 кг Такмичење у дизању тегова на Летњим олимпијским играма 2008. године завршио је као тринаести у категорији до 77 кг, подигавши 341 кг.
На Европском првенству у дизању тегова 2012. године, које је одржано у Анталији, Керимај се такмичио у категорији до 77 кг. У дисциплини трзај освојио је сребрну медаљу, златну медаљу у избачају, а у главном такмичењу златну медаљу, подигавши 348 кг. Након тога Керимај је пао на допинг тесту на Европском шампионату у Анталији и био аутоматски дисквалификован
На Европском првенству 2014. године које је одржано у Израелу, Керимај је освојио бронзану медаљу у дисциплини трзај и златну у избачају..
Године 2015. на Европском првенству у Хјустону, Керимај се такмичио у категорији до 77 кг. Подигао је 154 кг у дисциплини трзања и 188 кг у дисциплини избачаја. Са укупним резултатом од подигнутих 342 кг, освојио је 12 место.